# The Journeyman Project
The Journeyman Project é um jogo de computador do gênero adventure desenvolvido em 1992 pela Presto Studios e distribuído pela Sanctuary Woods em 1994.
Foi inicialmente desenvolvido para os computadores Macintosh, encontrando também diversos problemas de performance para exibir seus gráficos fotorrealistas. Em 1993 uma versão denominada The Journeyman Project Turbo! foi lançada contendo melhorias na velocidade de execução, com a possibilidade de ser executado também em PCs.

## História
No jogo você é o agente Gage Blackwood, também conhecido por Agente 5, que trabalha no TSA (Temporal Security Agency ou Agência de Segurança do Tempo, tradução livre). Esta agência secreta está encarregada de proteger a história de alterações, perigo que ocorre desde que um cientista denominado Elliot Sinclair consegue criar a primeira máquina do tempo funcional, o dispositivo Pégaso.
A ação do jogo começa no dia em que os embaixadores da Symbiotry of Peaceful Beings ou União Simbiótica dos Povos Pacíficos (tradução livre), uma organização de povos alienígenas pacíficos, chegam na Terra e pousam na cidade flutuante de Caldoria, onde coincidentemente mora Gage. Este evento marca o fim de um período de dez anos de discussão entre os humanos sobre a entrada ou não do planeta nesta organização.
Ao chegar no trabalho, Gage descobre que alguém está viajando no tempo e alterando a história. Usando o registro histórico escondido em um remoto vale no tempo dos dinossauros, Gage localiza os eventos alterados. De posse deles, parte para os locais e datas das alterações para colocar a história novamente em seu curso normal.
Então acaba por descobrir que o mentor dessa sabotagem é o próprio Elliot Sinclair, árduo opositor da entrada da humanidade na união simbiótica. Para isso enviou três robôs para alterar três acontecimentos: uma palestra do professor Henrique Castillo no World Science Center, provocar a destruição da Colônia Morimoto em Marte e lançar um míssil contra o governo de Gorbestan na base submarina NORAD.
O Agente 5 frustra o robô Mercury no World Science Center antes que ele provocasse a morte do professor Henrique Castillo, assegurando que ele fizesse seu discurso decisivo de apoio a entrada da Terra na união simbiótica.
Em seguida o Agente 5 impede que o robô Ares destrua a Colônia Morimoto em Marte, desativando um explosivo que ele havia plantado no reator principal da colônia. Foi esta colônia que fez o primeiro contato com os representantes da união simbiótica. Gage ainda teve de usar uma cápsula de fuga da colônia para impedir que Ares interceptasse a nave dos representantes.
Por final, o Agente 5 consegue desativar todo arsenal nuclear do mundo antes que o robô Poseidon conseguisse disparar uma ogiva contra o país de Gorbestan, que iria assinar um acordo de paz que finalizaria a última guerra em andamento no mundo. Este foi o principal requisito para que os representantes da união simbiótica fizessem o convite para que os humanos também participassem.
Para finalizar, Gage volta para sua casa, onde surpreende o próprio Elliot Sinclair armando uma emboscada para assassinar o embaixador dos Cyrollan, que estavam ali representando a união simbiótica.
A história do jogo continua na seqüência com Buried in Time.

## Pegasus Prime
Em 1997 com o apoio da Bandai foi produzido um remake do jogo usando técnicas mais aprimoradas de computação gráfica usadas na seqüência Buried in Time. Foi lançada apenas uma versão para Macintosh nos Estados Unidos e para o PlayStation no Japão.